# Цвијетин Мијатовић
Цвијетин Мијатовић Мајо (Лопаре, код Тузле, 8. јануар 1913 — Београд, 15. новембар 1993) био је учесник Народноослободилачке борбе, амбасадор и друштвено-политички радник СФР Југославије и СР Босне и Херцеговине, јунак социјалистичког рада и народни херој Југославије. У периоду од 15. маја 1980. до 15. маја 1981. обављао је функцију председника Председништва СФРЈ.

## Биографија
Рођен је 8. јануара 1913. у месту Лопаре, код Тузле. Потиче из сиромашне породице, његов отац Илија био је сеоски занатлија. Основну школу је завршио у родном месту, а гимназију у Тузли. Године 1932. уписао је Филозофски факултет у Београду.
Омладинском покрету приступио је још у вишим разредима гимназије у Тузли. По доласку на Београдски универзитет, укључио се у редове револуционарне студентске омладине и интензивно учествовао у свим њеним акцијама и демонстрацијама. Члан Комунистичке партије Југославије (КПЈ) постао је 1934, а од 1934. до 1936. био је члан Универзитетског комитета КПЈ.
Због комунистичке делатности хапшен је и осуђиван, а током 1935. био је интерниран у логор у Вишеграду. Године 1936. постао је инструктор Покрајинског комитета КПЈ за Србију, а 1938. упућен је у Босну, да ради на стварању нових партијских организација. По повратку из Босне, 1939, постао је члан Месног комитета КПЈ за Београд. Године 1940. поново је послат у Босну, где је у Тузли и њеној околини, радио на стварању и јачању партијских организација.
После Априлског рата и окупације Краљевине Југославије, 1941. активно је радио на организовању и припремању устанка у источној Босни, где је обављајући разне руководеће војне и политичке дужности провео највећи део рата.
Јуна 1941. постао је политички комесар Штаба партизанских одреда за Тузланску област. Касније је обављао дужност политичког комесара Бирчанског партизанског одреда, члана Оперативног штаба за источну Босну, политичког комесара Шесте источно-босанске ударне бригаде и др.
Од јуна 1943. био је секретар Обласног комитета КПЈ и секретар Обласног комитета Народноослободилачког фронта за Источну Босну. Био је члан Земаљског антифашистичког вијећа народног ослобођења Босне и Херцеговине (ЗАВНОБиХ) и члан Антифашистичког већа народног ослобођења Југославије (АВНОЈ), од другог заседања у Јајцу, новембра 1943. године.
После ослобођења Југославије, обављао је многе одговорне државне и партијске функције: 
- министар у Влади/Извршном већу Народне Републике Босне и Херцеговине, од 1945. до 1958. године,
- директор листа Комунист, органа Савеза комуниста Југославије, од 1958. до 1961. године,
- амбасадор Југославије у Совјетском Савезу, од 1961. до 1965. године,
- председник Централног комитета Савеза комуниста Босне и Херцеговине, од 1965. до 1969. године,
- члан Председништва СФРЈ, од 1974. до 1984. године, а од 15. маја 1980. до 15. маја 1981. године и председник Председништва СФРЈ.

Биран је за члана Централног комитета СК Југославије, на Петом, Шестом, Седмом и Осмом конгресу СКЈ. Од Осмог конгреса, 1964. био је члан Извршног комитета ЦК СКЈ, а од октобра 1966. и члан Председништва ЦК СКЈ. Био је члан Извршног комитета Централног комитета Савеза комуниста Босне и Херцеговине, а од 1965. до 1969. и његов председник. Био је члан Савезног одбора ССРН Југославије, члан Централног одбора ССРН Босне и Херцеговине и члан Савета федерације. За народног посланика Скупштине СР Босне и Херцеговине и Савезне скупштине СФРЈ, биран је у више сазива.
Преминуо је 15. новембра 1993. у Београду. Кремиран је, а његова урна је положена у породичној гробници на обичној парцели на Новом гробљу у Београду, иако му је припадало место у Алеји народних хероја и Алеји заслужних грађана.
Цвијетинова прва супруга, глумица Сибина Мијатовић (1929—1970), погинула је 1970. године у саобраћајној незгоди, после чега се он, 1973. године, оженио познатом југословенском глумицом Миром Ступицом (1923—2016). Из првог брака имао је две ћерке — Мирјану (1961—1991) и Мају (1966—1991). Мирјана се бавила музиком и била је чланица новоталасног бенда „ВИА Талас“. Маја се бавила глумом и била је водитељ емисије „Недељно поподне“ на тадашњој ТВ Сарајево, а једно време је глумила у неколико позоришних представа у Народном позоришту у Сарајеву.
Носилац је Партизанске споменице 1941. и других високих југословенских одликовања, међу којима су — Орден јунака социјалистичког рада, Орден народног ослобођења, Орден заслуга за народ са златном звездом, Орден братства и јединства са златним венцем, Орден партизанске звезде са сребрним венцем и Орден за храброст. Од иностраних одликовања, истиче се Орден за заслуге Италијанске Републике. Орденом народног хероја одликован је 27. новембра 1953. године.

## Галерија
- Цвијетин Мијатовић и Николаје Чаушеску, 1967.
- Гроб Цвијетина Мијатовића и његове породице, на Новом гробљу у Београду
- Партизанска споменица 1941.
- Орден народног хероја